# Короли и королева
«Короли и королева» (фр. Rois et reine) — французская мелодраматическая кинокомедия режиссёра Арно Деплешена, поставленная в 2004 году. Фильм участвовал в конкурсной программе 61-го Венецианского кинофестиваля и в 2005 году номинировался в 7 категориях на получение премии «Сезар», Матье Амальрик получил награду как лучший актёр. Получил приз Луи Деллюка как лучший фильм года.

## Сюжет
Привлекательная и целенаправленная Нора всегда считалась королевой в своём кругу. Однако в последнее время жизнь преподносит ей новые трудности и испытания. Она собирается замуж за местного миллионера, и её малолетний сын Элиас негативно относится к этому браку и вовсе не одобряет выбора своей матери. В связи с этим Нора решает временно отдать сына своему бывшему любовнику Исмаэлю. Проблема заключается в том, что тот сейчас находится в психиатрической клинике. Однако Нора вовсе не собирается опускать руки и решает действовать по-королевски. Она умеет укрощать наглецов и ревнивцев, справится она и с безумием.

## В ролях
| Актёр          | Роль           |
| -------------- | -------------- |
| Эмманюль Дево  | Нора Коттерелл |
| Матьё Амальрик | Исмаэль Вюйяр  |
| Катрин Денёв   | госпожа Вассет |
| Морис Гаррель  | Луи Янссенс    |
| Натали Бутфо   | Клоэ Женссен   |